# Zamarada prolata
Zamarada prolata är en fjärilsart som beskrevs av Fletcher 1974. Zamarada prolata ingår i släktet Zamarada och familjen mätare. Inga underarter finns listade i Catalogue of Life.